# Southerness
Southerness ist eine kleine Ortschaft in der schottischen Council Area Dumfries and Galloway. Sie liegt rund 20 km südlich von Dumfries und rund 28 Kilometer westlich von Kirkcudbright an dem Kap Southerness Point am Solway Firth.

## Geschichte
Nordöstlich von Southerness wurden zahlreiche steinzeitliche Feuersteinartefakte aufgefunden. Sie befinden sich in der Sammlung des Dumfries Museum. Im 12. Jahrhundert siedelten Wikinger im heutigen Southerness, das zu dieser Zeit als Salterness bezeichnet wurde. Die von ihnen dort etablierte Salzgewinnung führten Mönche anschließend fort.
Bereits 1749 wurde mit dem Southerness Lighthouse ein Leuchtfeuer an Southerness Point eingerichtet. Damit handelt es sich um das drittälteste Leuchtfeuer in Schottland. Der frühe Bauzeitraum zeigt die hohe verkehrstechnische Bedeutung des Leuchtturms, an der Einfahrt in den Ästuar des Nith und damit zu dem damals bedeutenden Hafen von Dumfries auf. Der Händler Richard Oswald legte in der Hoffnung in der Umgebung abbaubare Kohlevorkommen zu entdecken im späteren 18. Jahrhundert den Grundstein des heutigen Southerness. Im 20. Jahrhundert wurde die kleine Ortschaft touristisch erschlossen. Es wurden Wohnwagenparks angelegt, welche heute die Fläche der Ortschaft um ein Mehrfaches übertreffen. 1947 erhielt die Ortschaft einen Golfplatz.

## Verkehr
In einer dünnbesiedelten Region am Ufer des Solway Firth gelegen, ist Southerness nur über eine Nebenstraße an das Straßennetz angebunden. Sie endet rund vier Meter nördlich an der A710 (Dumfries–Dalbeattie).